# Dauði Baldrs
Albums de Burzum
Filosofem
(1996) Hliðskjálf
(1999)
Dauði Baldrs est le cinquième album de Burzum, le projet musical du musicien norvégien Varg Vikernes. Bien que les quatre premiers albums de Burzum contenaient en grande majorité du black metal, cet album consiste entièrement en de l'ambient. Dauði Baldrs fut enregistré sur un synthétiseur pendant que Varg Vikernes était en prison, car le musicien n'était pas autorisé à jouer d'autres instruments. L'album s'intitulait initialement Baldrs Død. Le CD promotionnel de la Misanthropy distribué avant la sortie de l'album portait ce titre, et l'album a une couverture différente. De plus, certains exemplaires de l'album comportent une erreur d'impression dans le logo "Burzum", où il est écrit "Burzu".

## Liste des titres
Toutes les pistes ont été composées et jouées par Varg Vikernes.
| No | Titre             | Traduction                | Durée |
| -- | ----------------- | ------------------------- | ----- |
| 1. | Dauði Baldrs      | La mort de Baldur         | 8:49  |
| 2. | Hermoðr á Helferð | Le voyage de Hermod à Hel | 2:41  |
| 3. | Bálferð Baldrs    | La crémation de Baldur    | 6:05  |
| 4. | Í heimr Heljar    | Dans les demeures de Hel  | 2:02  |
| 5. | Illa tiðandi      | Mauvaises Nouvelles       | 10:29 |
| 6. | Móti Ragnarǫkum   | Vers le Ragnarok          | 9:04  |

## Sources
1. ↑  (en) Burzu - Dauði Baldrs (lire en ligne)

- Discographie officielle
- Dauði Baldrs sur Encyclopaedia Metallum